# Municipio de Hale (Iowa)
El municipio de Hale (en inglés: Hale Township) es un municipio ubicado en el condado de Jones en el estado estadounidense de Iowa. En el año 2010 tenía una población de 307 habitantes y una densidad poblacional de 3,27 personas por km².

## Geografía
El municipio de Hale se encuentra ubicado en las coordenadas 41°59′7″N 91°4′52″O / 41.98528, -91.08111. Según la Oficina del Censo de los Estados Unidos, el municipio tiene una superficie total de 93.93 km², de la cual 93,34 km² corresponden a tierra firme y (0,63 %) 0,59 km² es agua.

## Demografía
Según el censo de 2010, había 307 personas residiendo en el municipio de Hale. La densidad de población era de 3,27 hab./km². De los 307 habitantes, el municipio de Hale estaba compuesto por el 100 % blancos. Del total de la población el 0 % eran hispanos o latinos de cualquier raza.